# SARE
SARE se trata de una serie de satélites desarrollados en Argentina por la CONAE.
Comprende una serie de satélites denominados fragmentados, cuyo objetivo consiste en formar una estructura en el espacio ubicándose a cierta distancia para funcionar como un satélite típico. De esta forma se ahorrarían gastos más elevados al construir satélites de tamaño normal. 
Éstos serán lanzados por el Tronador, que podría efectuar unos diez lanzamientos por año.